# Cauloramphus brunea
Cauloramphus brunea är en mossdjursart som beskrevs av Ferdinand Canu och Ray Smith Bassler 1930. Cauloramphus brunea ingår i släktet Cauloramphus och familjen Calloporidae.
Artens utbredningsområde är Mexikanska golfen. Inga underarter finns listade i Catalogue of Life.